# Joseph Gordon-Levitt
Joseph Leonard Gordon-Levitt (Los Angeles, 17 febbraio 1981) è un attore e regista statunitense.
Iniziò la propria carriera come attore bambino, diventando famoso per il suo ruolo nella serie Una famiglia del terzo tipo. In seguito ha assunto ruoli di adulto, concentrandosi fortemente su pellicole indipendenti (inclusi Brick - Dose mortale e Sguardo nel vuoto) e ricevendo recensioni positive per le sue performance. Jam!Showbiz ha osservato come Gordon-Levitt abbia «sfidato lo stereotipo del destino che occorre alla maggior parte degli attori bambini una volta cresciuti», mentre il New York Times lo ha descritto come «una delle migliori giovani star nel firmamento del cinema indipendente».
Durante la sua carriera ha ricevuto due candidature al Golden Globe come miglior attore in un film commedia o musicale per (500) giorni insieme e 50 e 50.

## Biografia
Gordon-Levitt, secondo di due figli, è nato a Los Angeles, da una famiglia ebraica aschenazita, ma è cresciuto a Sherman Oaks, California. Suo padre, Dennis Levitt, è stato redattore per la stazione radio "politicamente progressista" KPFK-FM. Sua madre, Jane Gordon (figlia del regista Michael Gordon), si candidò alle elezioni per il Congresso in California durante gli anni settanta per il Peace and Freedom Party e incontrò Dennis Levitt mentre lavorava come editor per la KPFK-FM. Joseph aveva un fratello, Dan, fotografo e fire spinner, morto nel 2010 a soli 36 anni per un'overdose.

### Gli inizi della carriera

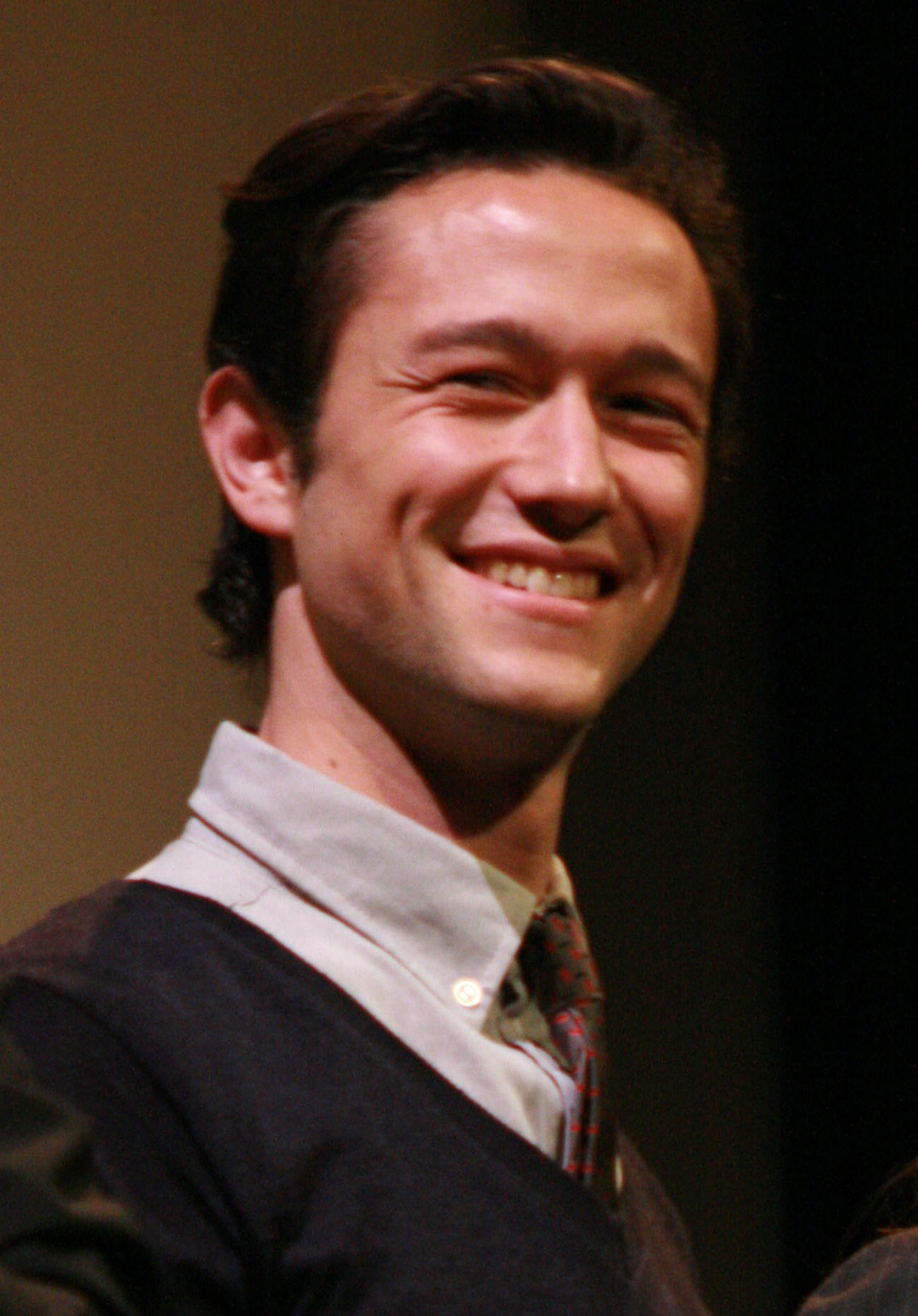
Joseph Gordon-Levitt durante la promozione di (500) giorni insieme nel 2009

Si unì ad un gruppo teatrale musicale all'età di quattro anni ed ebbe la parte dello spaventapasseri in un adattamento de Il mago di Oz. Avvicinato successivamente da un agente, apparì in televisione e in spot pubblicitari per il burro d'arachidi Sunny Jim, per Cocoa Puffs, Pop-Tarts e Kinney Shoes.
Gordon-Levitt fece il suo debutto all'età di sei anni, comparendo in numerosi film TV alla fine degli anni ottanta e in due episodi della serie TV Casa Keaton. Dopo aver ottenuto un ruolo da protagonista nel remake di breve durata della soap opera Dark Shadow nel 1991, debutta al cinema come comparsa nel 1992 in Beethoven. Quello stesso anno, interpreta la versione infantile del personaggio di Craig Sheffer in In mezzo scorre il fiume di Robert Redford.
A dodici anni, diede volto e corpo a Gregory, protagonista del film Gregory K., basato sulla storia vera di Gregory Kingsley, un ragazzino che ottenne legalmente il diritto di separarsi dai propri genitori. Nel 1994 interpretò un ragazzo Hutterita nella commedia Marito a sorpresa, e fu protagonista di una pellicola di successo targata Disney, Angels. Nel 1996 si calò nei panni di Tommy Solomon nella sitcom Una famiglia del terzo tipo, un ruolo che gli valse grande fama. Il San Francisco Chronicle notò l'ironia del fatto che Gordon-Levitt fosse un "ragazzino ebreo nella parte di un extraterrestre che finge di essere un ragazzino ebreo".
La fine degli anni novanta lo vede apparire in numerosi film, tra cui Il giurato, nel ruolo del figlio del personaggio interpretato da Demi Moore, l'horror Halloween - 20 anni dopo, in cui viene assassinato prima dei titoli di testa, e la commedia adolescenziale ispirata a Shakespeare 10 cose che odio di te, in cui figura tra i protagonisti. Fu anche una guest star nella prima stagione di That '70 Show, nell'episodio Eric's Buddy, come il compagno di scuola gay di Eric Forman, e prestò la propria voce a Jim Hawkins, protagonista del film d'animazione Disney Il pianeta del tesoro.
Durante gli anni novanta le sue foto sono apparse su numerose riviste per teenager, una cosa che lo ha amareggiato. Ha anche dichiarato che, in quello stesso periodo, non gli piaceva essere riconosciuto in pubblico, specificando che "odiava la celebrità". Gordon-Levitt lasciò il set di Una famiglia del terzo tipo nel corso dell'ultima stagione, chiedendo di sciogliere il suo contratto. Per i due anni seguenti abbandonò la recitazione e frequentò la Columbia University, studiando storia, poesia e letteratura francese. Dai tempi dei suoi studi alla Columbia, è divenuto per sua stessa affermazione un avido francofilo. Ha anche affermato che trasferirsi a New York dalla sua città natale lo ha "obbligato" a crescere come persona. Gordon-Levitt ha abbandonato gli studi universitari nel 2004 per concentrarsi nuovamente sulla recitazione.

### Il successo

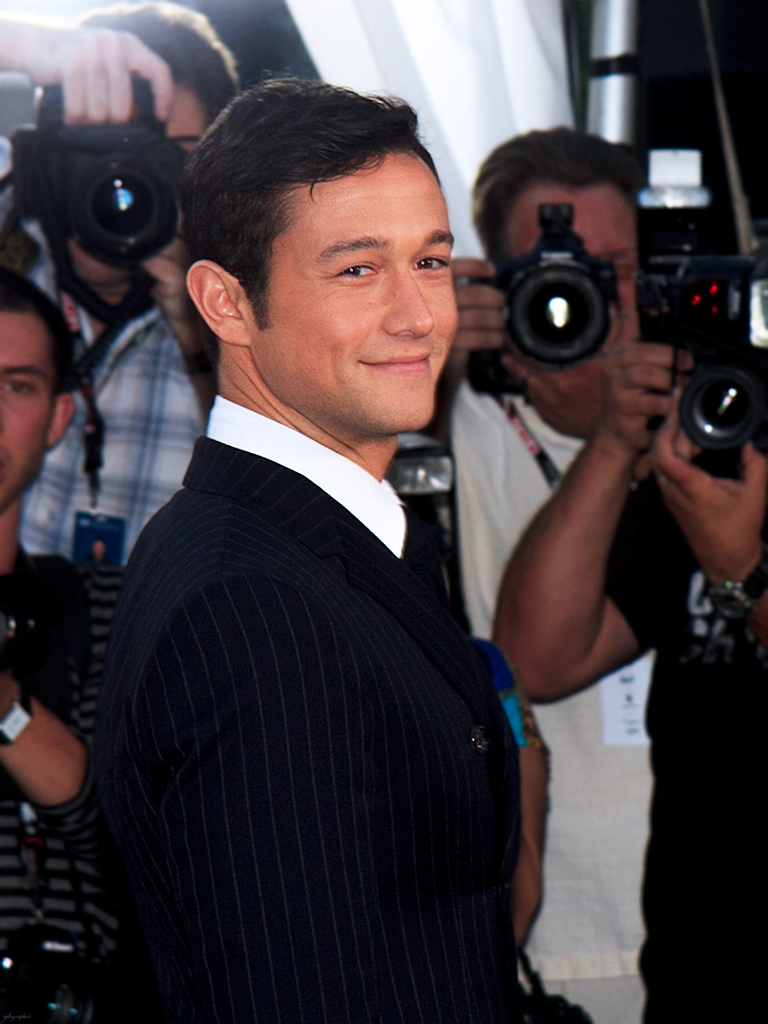
Joseph Gordon-Levitt al Toronto International Film Festival 2012

Gordon-Levitt ha dichiarato di aver preso la decisione consapevole di voler "fare buoni film" dopo aver ripreso a recitare. Dall'inizio del decennio è infatti apparso in quella che il Boston Herald ha definito «una serie di pellicole indipendenti acclamate e poco viste» che «lo hanno etichettato come l'astro nascente nel circuito del cinema indipendente» e che include Manic, un dramma del 2001 ambientato in un manicomio, Mysterious Skin del 2004, in cui interpreta un giovane prostituto gay vittima di abusi sessuali infantili e Brick - Dose mortale del 2005, un noir moderno ambientato in una scuola superiore (San Clemente High School) in cui è il protagonista Brendan Frye, un adolescente che rimane coinvolto in un giro di droghe mentre indaga su un omicidio.
Brick - Dose mortale ha ricevuto recensioni positive, come nel Minnesota Daily, il quale commenta che Gordon-Levitt ha interpretato il personaggio "meravigliosamente", "fedele allo stile del film", "distaccato ma non disincantato" e "sexy nel modo più ambiguo", mentre in un'altra recensione la performance viene definita "sbalorditiva".
La fatica successiva di Gordon-Levitt è Sguardo nel vuoto, in cui interpreta Chris Pratt, un guardiano coinvolto in una rapina a una banca. La pellicola è uscita negli Stati Uniti il 30 marzo 2007. Recensendo il film, il Philadelphia Inquirer ha descritto Gordon-Levitt come «un sorprendentemente formidabile, e formidabilmente sorprendente» protagonista, mentre il New York Magazine ha affermato che è «il principale attore tabula rasa... un minimalista» e che il suo personaggio funziona perché «non afferra lo spazio... da ciò che porta via al personaggio»; il San Francisco Chronicle specifica che egli «impersona, più che recitare, la vita interiore di un personaggio». Parecchi critici hanno suggerito che la sua interpretazione in Sguardo nel vuoto farà di Gordon-Levitt un attore mainstream.

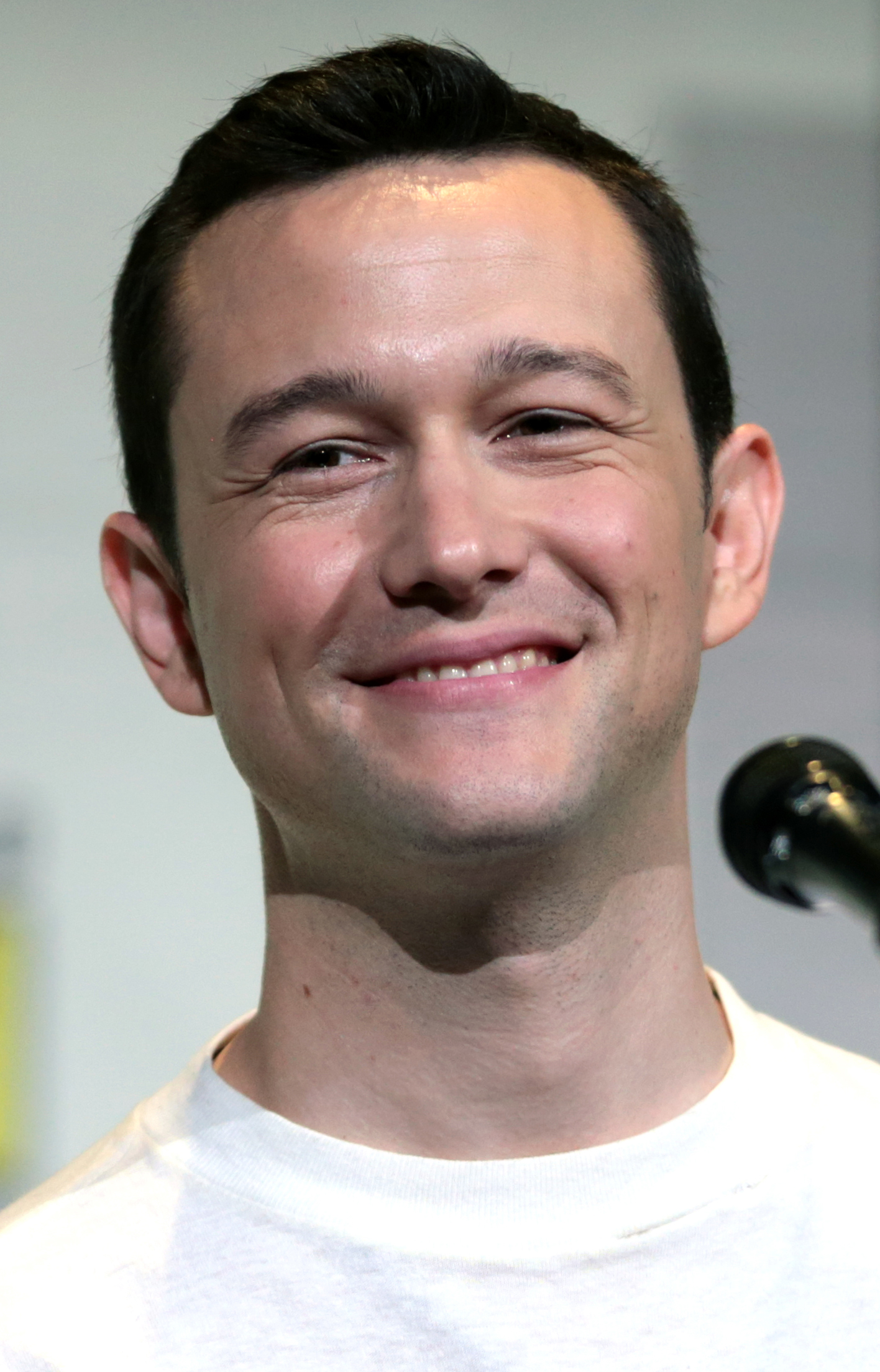
Joseph Gordon-Levitt al San Diego Comic-Con International 2016

Nel 2008 è uscito Killshot, in cui interpreta un killer psicopatico al fianco di Diane Lane e Mickey Rourke. I suoi progetti futuri includono Stop-Loss, diretto da Kimberly Peirce e incentrato sulle vicende di alcuni soldati americani tornati dal fronte iracheno. Nel 2009 viene scelto da Christopher Nolan per il kolossal Inception, nel quale affianca il protagonista Leonardo DiCaprio e un'altra giovane promessa hollywoodiana proveniente dal circuito indipendente, Ellen Page; per il suo ruolo era stato selezionato inizialmente James Franco, ma questi ha dovuto declinare perché già impegnato.
Sempre nel 2009 esce la commedia romantica (500) giorni insieme, diretto da Marc Webb. La pellicola ha ricevuto critiche molto positive e Gordon-Levitt riceve una candidatura al Golden Globe come miglior attore in un film commedia o musicale. L'attore ha poi recitato nel film dedicato a Batman Il cavaliere oscuro - Il ritorno del 2012, in cui interpreta R. John Blake, tornando così a collaborare con il regista, sceneggiatore e produttore Christopher Nolan.
A febbraio 2012 l'attore ha dichiarato di voler debuttare alla regia con un lungometraggio da lui scritto e interpretato: Don Jon (inizialmente conosciuto come Don Jon's Addiction), questo il titolo della commedia, è entrato in produzione nell'estate dello stesso anno e ha come protagonista un giovane dongiovanni che, dopo l'incontro con una donna matura, decide di mettere la testa a posto e diventare una persona migliore. Tra le interpreti femminili figurano Scarlett Johansson, Julianne Moore e Brie Larson.
Nel 2013 interpreta Johnny in Sin City - Una donna per cui uccidere, diretto da Robert Rodriguez, sequel del film del 2005 basato sull'omonima graphic novel di Frank Miller. Nel 2015 è protagonista di The Walk, nel ruolo di Philippe Petit, l'uomo che nel 1974 riuscì a camminare su un cavo d'acciaio fra le Torri Gemelle, a più di 400 metri d'altezza. Il film è stato presentato al Festival di Roma.
Il 16 settembre 2016 esce Snowden, diretto da Oliver Stone. Gorden-Levitt interpreta Edward Snowden, tecnico informatico ex dipendente della CIA responsabile della rivelazione di informazioni segrete governative su programmi di intelligence, tra cui il programma di intercettazioni telefoniche.
Nel 2024 è nel cast del quarto capitolo della saga di Beverly Hills Cops, Un piedipiatti a Beverly Hills: Axel F, con Eddie Murphy, John Ashton e Judge Reinhold, che non sarà rilasciato nelle sale cinematografiche ma sulla piattaforma Netflix.

## hitRECord.org
Gordon-Levitt possiede la società di produzione on-line hitRECord.org, che condivide il 50% dei profitti con gli artisti che contribuiscono. Al suo esordio, nel 2004, contava sei video e cortometraggi. Nel 2006 lui stesso ha realizzato Escargots.
Nel 2010 il sito ha prodotto, con la collaborazione di ben 350 persone, il cortometraggio Morgan and Destiny's Eleventeeth Date: The Zeppelin Zoo, presentato al South by Southwest Festival.

## Vita privata
Il 20 dicembre 2014 ha sposato Tasha McCauley, fondatrice e presidente dell'azienda robotica Fellow Robots. La coppia ha due figli: il primo nato nell'agosto del 2015 ed il secondo nel giugno 2017.

## Filmografia

### Attore

#### Cinema
- Beethoven, regia di Brian Levant (1992)
- In mezzo scorre il fiume (A River Runs Through It), regia di Robert Redford (1992)
- Marito a sorpresa (Holy Matrimony), regia di Leonard Nimoy (1994)
- Gli scorpioni (The Road Killers), regia di Deran Sarafian (1994)
- Angels (Angels in the Outfield), regia di William Dear (1994)
- Il giurato (The Juror), regia di Brian Gibson (1996)
- Sweet Jane, regia di Joe Gayton (1998)
- Halloween - 20 anni dopo (Halloween H20: 20 Years Later), regia di Steve Miner (1998)
- 10 cose che odio di te (10 Things I Hate About You), regia di Gil Junger (1999)
- Ho solo fatto a pezzi mia moglie (Picking Up the Pieces), regia di Alfonso Arau (2000)
- Vite nascoste (Forever Lulu), regia di John Kaye (2000)
- Manic, regia di Jordan Melamed (2001)
- Latter Days - Inguaribili romantici (Latter Days), regia di C. Jay Cox (2003)
- Mysterious Skin, regia di Gregg Araki (2004)
- Brick - Dose mortale (Brick), regia di Rian Johnson (2005)
- Havoc - Fuori controllo (Havoc), regia di Barbara Kopple (2005)
- Shadowboxer, regia di Lee Daniels (2005)
- Sguardo nel vuoto (The Lookout), regia di Scott Frank (2007)
- Stop-Loss, regia di Kimberly Peirce (2008)
- Killshot, regia di John Madden (2008)
- Miracolo a Sant'Anna (Miracle at St. Anna), regia di Spike Lee (2008)
- The Brothers Bloom, regia di Rian Johnson (2008) – cameo, non accreditato
- Uncertainty, regia di Scott McGehee e David Siegel (2008)
- Women in Trouble, regia di Sebastian Gutierrez (2009)
- (500) giorni insieme ((500) Days of Summer), regia di Marc Webb (2009)
- G.I. Joe - La nascita dei Cobra (G.I. Joe: Rise of Cobra), regia di Stephen Sommers (2009)
- Hesher è stato qui (Hesher), regia di Spencer Susser (2010)
- Elektra Luxx, regia di Sebastian Gutierrez (2010)
- Inception, regia di Christopher Nolan (2010)
- 50 e 50 (50/50), regia di Jonathan Levine (2011)
- Il cavaliere oscuro - Il ritorno (The Dark Knight Rises), regia di Christopher Nolan (2012)
- Senza freni (Premium Rush), regia di David Koepp (2012)
- Looper, regia di Rian Johnson (2012)
- Lincoln, regia di Steven Spielberg (2012)
- Don Jon, regia di Joseph Gordon-Levitt (2013)
- Sin City - Una donna per cui uccidere (Sin City: A Dame to Kill For), regia di Robert Rodríguez e Frank Miller (2014)
- The Interview, regia di Evan Goldberg e Seth Rogen (2014) – cameo, non accreditato
- The Walk, regia di Robert Zemeckis (2015)
- Sballati per le feste! (The Night Before), regia di Jonathan Levine (2015)
- Snowden, regia di Oliver Stone (2016)
- 7500, regia di Patrick Vollrath (2019)
- Project Power, regia di Henry Joost e Ariel Schulman (2020)
- Il processo ai Chicago 7 (The Trial of the Chicago 7), regia di Aaron Sorkin (2020)
- Flora and Son, regia di John Carney (2023)
- Un piedipiatti a Beverly Hills - Axel F (Beverly Hills Cop: Axel F), regia Mark Molloy (2024)
- Greedy People, regia di Potsy Ponciroli (2024)
- Killer Heat, regia di Philippe Lacôte (2024)

#### Televisione
- Uno straniero sulla mia terra (Stranger on My Land), regia Larry Elikann – film TV (1988)
- Casa Keaton (Family Ties) – serie TV, episodi 6x25-6x27 (1988)
- La resa dei conti (Settle the Score), regia di Edwin Sherin – film TV (1989)
- La signora in giallo (Murder, She Wrote) – serie TV, episodio 6x20 (1990)
- L'ombra della notte (Dark Shadows) – serie TV, 12 episodi (1991)
- Cinque figli e un amore (Changes), regia di Charles Jarrott – film TV (1991)
- Al diavolo mio marito! (Hi Honey - I'm Dead), regia di Alan Myerson – film TV (1991)
- Plymouth, regia di Lee David Zlotoff – film TV (1991)
- China Beach – serie TV, episodio 4x13 (1991)
- In viaggio nel tempo (Quantum Leap) – serie TV, episodio 4x05 (1991)
- L.A. Law - Avvocati a Los Angeles (L.A. Law) – serie TV, episodio 6x07 (1991)
- The Powers That Be – serie TV, 14 episodi (1992-1993)
- Partners, regia di Peter Weller – miniserie TV (1993)
- Gregory - Il diritto di essere felice (Gregory K), regia di Linda Otto – film TV (1993)
- La signora del West (Dr. Quinn, Medicine Woman) – serie TV, episodio 1x17 (1993)
- Pappa e ciccia (Roseanne) – serie TV, 4 episodi (1993-1995)
- Ellie - Un elefante da salvare (The Great Elephant Escape), regia di George Miller – film TV (1995)
- Una famiglia del terzo tipo (3rd Rock from the Sun) – serie TV, 131 episodi (1996-2001)
- That '70s Show – serie TV, episodio 1x11 (1998)
- Oltre i limiti (The Outer Limits) – serie TV, episodio 6x18 (2000)
- Numb3rs – serie TV, episodio 1x11 (2005)
- The Mindy Project – serie TV, episodio 4x01 (2015)
- I Muppet (The Muppets) – serie TV, episodio 1x09 (2015)
- Amend: libertà in America (Amend: The Fight for America) – docu-serie TV (2021)
- Mr. Corman – serie TV, 10 episodi (2021)
- Super Pumped – serie TV, 7 episodi (2022)
- Poker Face – serie TV, episodio 1x09 (2023)

### Doppiatore
- Il pianeta del tesoro (Treasure Planet), regia di Ron Clements e John Musker (2002)
- Comrade Detective – serie TV, 6 episodi (2017)
- Star Wars: Gli ultimi Jedi, regia di Rian Johnson (2017)
- Star Wars: Visions - anime, 1 episodio (2021)
- Glass Onion: Knives Out (Glass Onion: A Knives Out Mystery), regia di Rian Johnson (2022)
- Pinocchio, regia di Robert Zemeckis (2022)

### Regista
- Sparks – cortometraggio (2009)
- Morgan and Destiny's Eleventeenth Date: The Zeppelin Zoo – cortometraggio (2010)
- Morgan M. Morgansen's Date with Destiny – cortometraggio (2010)
- They Can't Turn the Lights Off Now: Episode #2 – cortometraggio (2012)
- Don Jon (2013)

### Sceneggiatore
- Sparks – cortometraggio (2009)
- Don Jon (2013)

### Produttore
- Sparks – cortometraggio (2009)
- Looper (2012)

## Riconoscimenti
- 1994 – Saturn Award
  - Miglior attore emergente per Angels
- 1997 – Screen Actors Guild Award
  - Candidatura come migliore cast in una serie commedia per Una famiglia del terzo tipo
- 1998 – Screen Actors Guild Award
  - Candidatura come migliore cast in una serie commedia per Una famiglia del terzo tipo
- 1999 – Screen Actors Guild Award
  - Candidatura come migliore cast in una serie commedia per Una famiglia del terzo tipo
- 2000 – Teen Choice Awards
  - Candidatura come miglior attore in una serie TV commedia per Una famiglia del terzo tipo
  - Candidatura come miglior crisi isterica per 10 cose che odio di te
  - Candidatura come miglior cattivo per 10 cose che odio di te
- 2010 – People's Choice Awards
  - Candidatura come attore emergente preferito
- 2010 – Independent Spirit Awards
  - Candidatura come miglior attore protagonista per (500) giorni insieme
- 2010 – Golden Globe
  - Candidatura come miglior attore in un film commedia o musicale per (500) giorni insieme[16]
- 2010 – Teen Choice Award
  - Candidatura come miglior attore di film commedia romantica per (500) giorni insieme
  - Candidatura come miglior cattivo per G.I. Joe - La nascita dei Cobra

- 2011 – MTV Movie Awards
  - Candidatura come miglior bacio con Ellen Page per Inception
  - Candidatura come miglior combattimento per Inception
  - Candidatura come Biggest Badass Star per Inception
- 2011 – People's Choice Awards
  - Candidatura come Team preferito in un film per Inception
- 2012 – Golden Globe
  - Candidatura come miglior attore in un film commedia o musicale per 50 e 50[30]
- 2012 – MTV Movie Awards
  - Candidatura come miglior performance maschile per 50 e 50[31]
- 2013 – Screen Actors Guild Award
  - Candidatura come miglior cast cinematografico per Lincoln
- 2013 – People's Choice Awards
  - Candidatura come attore preferito cinematografico
- 2013 – Saturn Award
  - Candidatura come miglior attore non protagonista per Il cavaliere oscuro - Il ritorno
  - Candidatura come miglior attore per Looper
- 2014 – Independent Spirit Awards
  - Candidatura come miglior sceneggiatura d'esordio per Don Jon
- 2014 – MTV Movie Awards
  - Candidatura come miglior bacio con Scarlett Johansson per Don Jon[32]
- 2017 – Satellite Award
  - Candidatura come miglior attore per Snowden

## Doppiatori italiani
Nelle versioni in italiano delle opere in cui ha recitato, Joseph Gordon-Levitt è stato doppiato da:
- Andrea Mete in G.I. Joe - La nascita dei Cobra, Hesher è stato qui, Inception, Il cavaliere oscuro - Il ritorno, Senza freni, Don Jon, Sin City - Una donna per cui uccidere, The Walk, I Muppet, Snowden, 7500, Project Power, Il processo ai Chicago 7, Amend: libertà in America, Mr. Corman, Killer Heat[33]
- Paolo Vivio in Gregory - Il diritto di essere felice, Gli scorpioni, Angels, Latter Days - Inguaribili romantici, Lincoln
- Davide Perino in Marito a sorpresa, Vite nascoste, Mysterious Skin, Stop-Loss
- Emiliano Coltorti in Shadowboxer, Sguardo nel vuoto, Looper, Un piedipiatti a Beverly Hills - Axel F
- Stefano Crescentini in Numb3rs, (500) giorni insieme, 50 e 50, Sballati per le feste!
- Francesco Pezzulli in Brick - Dose mortale, Super Pumped
- Simone Crisari in Il giurato
- Corrado Conforti in Halloween - 20 anni dopo
- Alessandro Tiberi in 10 cose che odio di te
- Davide Albano in Havoc - Fuori controllo
- Roberto Gammino in Killshot
- Gianfranco Miranda in Miracolo a Sant'Anna
- Marco Benvenuto in Elektra Luxx
- Laura Lenghi ne L'ombra della notte
- Alessio De Filippis in Una famiglia del terzo tipo

Da doppiatore è sostituito da:
- Emiliano Coltorti ne Il pianeta del tesoro
- Gaetano Lizzio in Star Wars: Gli ultimi Jedi
- Mirko Cannella in Star Wars: Visions
- Edoardo Stoppacciaro in Pinocchio